# Michaił Ułybin
Michaił Witalijewicz Ułybin, ros. Михаил Витальевич Улыбин (ur. 31 maja 1971) – rosyjski szachista, arcymistrz od 1991 roku.

## Kariera szachowa
Na przełomie lat 80. i 90. XX wieku należał do ścisłej światowej czołówki wśród juniorów. Trzykrotnie  wystąpił w mistrzostwach świata juniorów do lat 20, dwukrotnie zdobywając medale: w 1989 r. w Tunji zajął III m. (za Wasylem Spasowem i Jackiem Gdańskim), natomiast w 1991 r. w Mamai – II m. (za Władimirem Akopianem). W 1990 r. podzielił I m. w Pradze (wspólnie z Petrem Habą) oraz zwyciężył w Czelabińsku. W 1991 zajął I m. w Santa Clarze oraz ponownie zwyciężył w Czelabińsku. Sukcesy te awansowały go do pierwszej sześćdziesiątki na świecie na liście rankingowej FIDE w dniu 1 stycznia 1992 r., na której osiągnął 2585 punktów. Największe sukcesy w karierze osiągnął w 1994 r. Zdobył w Eliście srebrny medal (za Piotrem Swidlerem) w indywidualnych mistrzostw Rosji, dzięki czemu zakwalifikował się do drugiej narodowej drużyny na szachową olimpiadę w Moskwie. W turnieju tym młodzi szachiści rosyjscy sprawili dużą niespodziankę, zdobywając brązowe medale. 
W kolejnych latach odniósł szereg sukcesów w turniejach międzynarodowych, m.in. w:
- Pekinie (1996, dz. I m. wspólnie z Suatem Atalikiem, Konstantinem Landą i Lin Weiquo),
- Sztokholmie (1997, dz. I m. wspólnie z Michaiłem Gurewiczem i Hannesem Stefanssonem oraz 1998/99, turniej Rilton Cup, I m.),
- Krasnodarze (1998, dz. II m. za Siergiejem Wołkowem, wspólnie z Witalijem Cieszkowskim),
- Oberwart – dwukrotnie (1999, I m. oraz 2001, dz. I m. wspólnie z Weresławem Eingornem, Robertem Zelciciem, Mladenem Palacem, Ognjenem Cvitanem i Władimirem Dobrowem),
- Mondariz (2000, dz. I m. wspólnie z Jewgienijem Glejzerowem i Bojanem Kurajicą),
- Port Erin (2001, I m.)
- Dubaju (2002, dz. II m. za Aleksandrem Gołoszczapowem, wspólnie z Jewgienijem Pigusowem, Andrei Istratescu, Jaanem Ehvlestem, Siergiejem Wołkowem i Aleksiejem Kuźminem),
- Abu Zabi (2002, dz. I m. wspólnie z Jewgienijem Glejzerowem i Szuchratem Safinem),
- Biel – dwukrotnie (2003 i 2007, I m. w turniejach otwartych),
- Predeal (2006, dz. I m. wspólnie z Jewgienijem Swiesznikowem),
- Jekaterynburg (2006, I m.),
- Samnaun (2008, I m.),
- Nowe Delhi (2009, dz. I m. wspólnie z Surya Gangulym),
- Sztokholmie (2010, dz. I wspólnie z Ilmārsem Starostītsem),
- Winterthurze (2011, I m.),
- Alghero (2011, dz. I m. wspólnie z Sabino Brunello, Daniele Vocaturo i Borysem Awruchem),
- Paraćin {2013)[4].

Najwyższy ranking w karierze osiągnął 1 lipca 2002 r., z wynikiem 2589 punktów dzielił wówczas 26-27. miejsce wśród rosyjskich szachistów.